# Tra(sgre)dire
Tra(sgre)dire és una pel·lícula eròtica, dramàtica i de comèdia del 2000 dirigida per l'italià Tinto Brass i protagonitzada per la ucraïnesa Yuliya Mayarchuk i l'italià Jarno Berardi.

## Trama
Carla Burin (Iulia Maiartxuk), una estudiant de vint anys veneciana, cerca en una agència immobiliària un apartament per llogar i viure amb el seu xicot Matteo (Jarno Berardi) a Londres, amb qui posteriorment s'anava a trobar en la capital britànica. Moira, la propietària de l'agència (Francesca Nunzi), li toca sense voler un pit i comencen a grapejar-se. Després, Moira la convida a casa seva. Posteriorment, Carla troba Matteo masturbant-se, la qual cosa li fa pensar paranoicament que està amb algú més, i el seu amic de l'escola Bernard (Mauro Lorenz) li diu que li està infidel. A Venècia, però, Matteo l'estranya molt, la cercarà a casa seva i fins comença a fantasiar amb ella. Quan ho rep el papà de Carla, el porta a una habitació i Matteo hi descobreix una carta d'amor de Bernard dirigida a Carla, amb una foto d'ella nua, per la qual cosa s'adona que amb el seu mateix amic li és infidel. Mentrestant, Carla i la propietària de l'agència continuen amb el sexe desenfrenat i passen unes hores juntes tenint sexe i passejant per Londres. Matteo truca a Carla i li diu que cancel·lava el seu viatge a Londres. Després, accepta el contracte de Mario, l'exmarit de Moira (Max Parodi), en una festa seva, perquè li donin l'apartament, on va cardar amb ell, i després d'una xerrada amb Moira, Carla es posa a plorar perquè estranya Matteo. Quan Matteo arriba per sorpresa a l'apartament que havia llogat Carla a Londres, la veu besant i grapejant Moira, i quan Moira se'n va, Matteo descàrrega la seva ira amb Carla i se'n va furiós. Posteriorment intenta lligar-se a una noia, però li diu que no li deixen tenir xicot al seu treball. S'asseu trist i decebut a un parc, veu moltes parelles fent l'amor, i decideix tornar amb Carla. La Carla apareix amb un relat escrit de les seves infidelitats, però Matteo declara que ja no necessita saber-ho.

## Repartiment
- Yuliya Mayarchuk és Carla.
- Jarno Berardi és Matteo.
- Francesca Nunzi és Moira.
- Max Parodi és Mario.
- Mauro Lorenz és Bernard.
- Vittorio Attene és Lucca.
- Antonio Salines és el pare de Carla.
- Leila Carli és Nina.
- Tinto Brass és l'encarregat de l'estudi fotogràfic.

## Producció
Iulia Maiartxuk va revelar que les dues escenes més difícils per a ella van ser aquella en què té relacions sexuals en una góndola (va haver de posar un penis fals dins de la seva vagina i va començar a plorar) i l'escena de sexe anal a una platja amb Mauro Lorenz. «No vaig dormir en tota la nit abans», va recordar Maiartxuk.

## Recepció
En una revisió retrospectiva, Sight & Sound va descriure la pel·lícula com una  «pel·lícula de pornografia suau cursi» i principalment útil com «una oportunitat de mirar molts fons o finestres a l'ànima» segons al director autosatisfet Tinto Brass a l'entrevista que l'acompanya."